# Ludvig Leonard Laurén

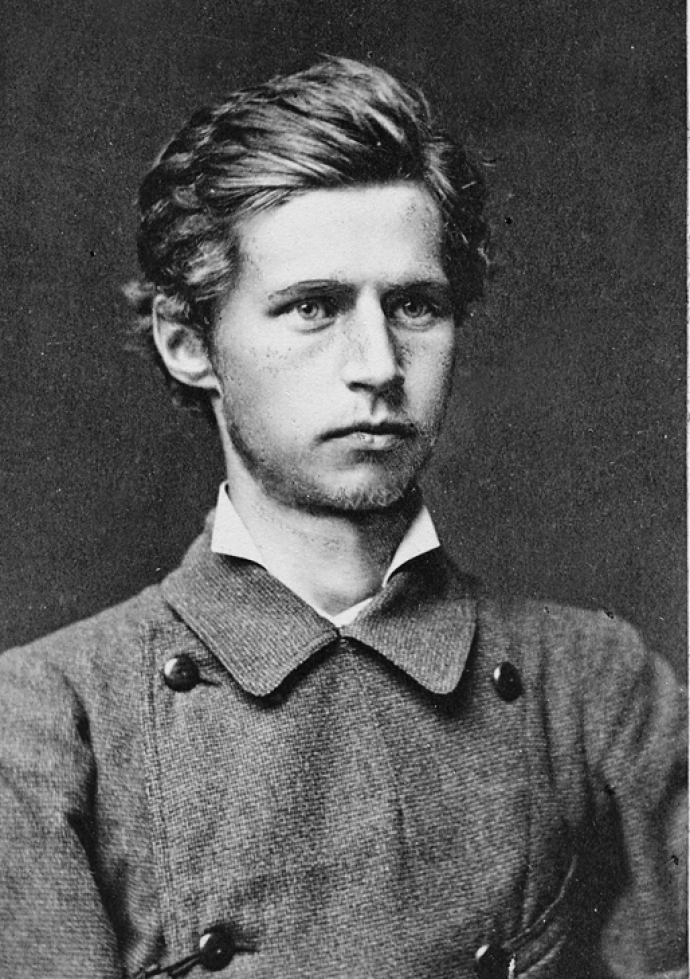
Ludvig Leonard Laurén

Ludvig Leonard Laurén, född 13 maj 1824 i Vasa, död där 7 maj 1884, var en finlandssvensk skolman, tidningsman och författare. 

## Biografi
Laurén blev 1841 student, 1850 lärare i franska språket vid högre elementarskolan och gymnasiet i Vasa, 1867 lektor i teologi och 1876, då gymnasiet ombildades till lyceum, rektor för detsamma. 
Han gav ut ett femtiotal större och mindre arbeten av pedagogiskt, folkligt eller skönlitterärt innehåll. Av hans skönlitterära arbeten kan nämnas dikthäftet Humlor, En julberättelse och Doftlösa blomster (en samling av 234 sonetter; 1883). I Minnen från skolan och universitetet (1877) skildrade han med varm känsla de personligheter, med vilka han under tidigare år kommit i kontakt. 
Laurén medverkade även i tidningspressen och gav själv ut "Vasabladet" 1863–1871 och 1877–1880.